# Grande Prêmio dos Países Baixos de 1977
Resultados do Grande Prêmio dos Países Baixos de Fórmula 1 realizado em Zandvoort em 28 de agosto de 1977. Décima terceira etapa da temporada, foi vencido pelo austríaco Niki Lauda, da Ferrari.

## Classificação da prova
| Pos. | Nº | Piloto                | Construtor         | Voltas | Tempo/Diferença   | Grid | Pontos           |
| ---- | -- | --------------------- | ------------------ | ------ | ----------------- | ---- | ---------------- |
| 1    | 11 | Niki Lauda            | Ferrari            | 75     | 1:41:45.93        | 4    | 9                |
| 2    | 26 | Jacques Laffite       | Ligier-Matra       | 75     | +1.89             | 2    | 6                |
| 3    | 20 | Jody Scheckter        | Wolf-Ford          | 74     | + 1 volta         | 15   | 4                |
| 4    | 28 | Emerson Fittipaldi    | Fittipaldi-Ford    | 74     | + 1 volta         | 17   | 3                |
| 5    | 23 | Patrick Tambay        | Ensign-Ford        | 73     | Pane seca         | 12   | 2                |
| 6    | 12 | Carlos Reutemann      | Ferrari            | 73     | + 2 voltas        | 6    | 1                |
| 7    | 8  | Hans-Joachim Stuck    | Brabham-Alfa Romeo | 73     | + 2 voltas        | 19   |                  |
| 8    | 35 | Hans Binder           | Penske-Ford        | 73     | + 2 voltas        | 18   |                  |
| 9    | 30 | Brett Lunger          | McLaren-Ford       | 73     | + 2 voltas        | 20   |                  |
| 10   | 10 | Ian Scheckter         | March-Ford         | 73     | + 2 voltas        | 25   |                  |
| 11   | 9  | Alex Dias Ribeiro     | March-Ford         | 72     | + 3 voltas        | 24   |                  |
| 12   | 19 | Vittorio Brambilla    | Surtees-Ford       | 67     | Acidente          | 22   |                  |
| 13   | 16 | Riccardo Patrese      | Shadow-Ford        | 67     | Motor             | 16   |                  |
| DSQ  | 38 | Brian Henton          | Boro-Ford          | 52     | Desclassificado   | 23   | [ 3 ] [ nota 2 ] |
| Ret  | 15 | Jean-Pierre Jabouille | Renault            | 39     | Suspensãp         | 10   |                  |
| Ret  | 6  | Gunnar Nilsson        | Lotus-Ford         | 34     | Acidente          | 5    |                  |
| Ret  | 17 | Alan Jones            | Shadow-Ford        | 32     | Motor             | 13   |                  |
| Ret  | 4  | Patrick Depailler     | Tyrrell-Ford       | 31     | Motor             | 11   |                  |
| Ret  | 3  | Ronnie Peterson       | Tyrrell-Ford       | 18     | Ignição           | 7    |                  |
| Ret  | 22 | Clay Regazzoni        | Ensign-Ford        | 17     | Acelerador        | 9    |                  |
| Ret  | 5  | Mario Andretti        | Lotus-Ford         | 14     | Motor             | 1    |                  |
| Ret  | 24 | Rupert Keegan         | Hesketh-Ford       | 8      | Acidente          | 26   |                  |
| Ret  | 1  | James Hunt            | McLaren-Ford       | 5      | Colisão           | 3    |                  |
| Ret  | 34 | Jean-Pierre Jarier    | Penske-Ford        | 4      | Ignição           | 21   |                  |
| Ret  | 7  | John Watson           | Brabham-Alfa Romeo | 2      | Vazamento de óleo | 8    | [ 3 ]            |
| Ret  | 2  | Jochen Mass           | McLaren-Ford       | 0      | Acidente          | 14   |                  |
| DNQ  | 27 | Patrick Nève          | March-Ford         |        |                   |      |                  |
| DNQ  | 37 | Arturo Merzario       | March-Ford         |        |                   |      |                  |
| DNQ  | 18 | Vern Schuppan         | Surtees-Ford       |        |                   |      |                  |
| DNQ  | 39 | Ian Ashley            | Hesketh-Ford       |        |                   |      |                  |
| DNQ  | 33 | Boy Hayje             | March-Ford         |        |                   |      |                  |
| DNQ  | 25 | Hector Rebaque        | Hesketh-Ford       |        |                   |      |                  |
| DNQ  | 29 | Teddy Pilette         | BRM                |        |                   |      |                  |
| DNQ  | 32 | Michael Bleekemolen   | March-Ford         |        |                   |      |                  |

## Tabela do campeonato após a corrida
| Pos. | Piloto           | Pontos |
| ---- | ---------------- | ------ |
| 1    | Niki Lauda       | 63     |
| 2    | Jody Scheckter   | 42     |
| 3    | Carlos Reutemann | 35     |
| 4    | Mario Andretti   | 32     |
| 5    | James Hunt       | 22     |

| Pos. | Construtor         | Pontos  |
| ---- | ------------------ | ------- |
| 1    | Ferrari            | 80 (82) |
| 2    | Lotus-Ford         | 47      |
| 3    | Wolf-Ford          | 42      |
| 4    | McLaren-Ford       | 35      |
| 5    | Brabham-Alfa Romeo | 27      |

- Nota: Somente as primeiras cinco posições estão listadas. As dezessete etapas de 1977 foram divididas em um bloco de nove e outro de oito corridas onde cada piloto descartava um resultado por bloco e no mundial de construtores computava-se apenas o melhor resultado de cada equipe por prova.